# Salix lasiolepis
Salix lasiolepis — вид квіткових рослин із родини вербових (Salicaceae).

## Морфологічна характеристика
Це кущ чи дерево 1.5–10 метрів (іноді утворюють клони дробленням стебла). Гілки (іноді від гнучких до дуже крихких біля основи), від жовто-коричневих до червоно-коричневих, не чи слабо сизуваті, голі, запушені (здаються вкритими пилом); гілочки жовтуваті, жовто-коричневі або червоно-коричневі, від рідкісно до щільно ворсинчасті чи оксамитові до майже голих. Листки на ніжках 3–16 мм: найбільша листкова пластина ременеподібна, вузько видовжена, вузько еліптична, зворотно-ланцетна чи зворотно-яйцювата, 36–125 × 6–32 мм; краї злегка чи сильно погнуті, цілі або віддалено або неправильно зазубрені (є залози); верхівка гостра, загострена, опукла чи округла; адаксіальна (верх) поверхня сірувата, мало запушена, помірно щільно-повстиста чи шерстисто-повистчаста, коротко- чи довго-шовковиста до майже голої; молода пластинка іноді затемнена волосками, шовковиста чи дуже щільно шерстиста абаксіально, волоски білі, іноді залозисті. Сережки перед або безпосередньо перед появою листя: тичинкові 181–88 × 51–15 мм; маточкові 181–72 × 71–12 мм. Коробочка 2.5–5.5 мм. 2n = 76. Цвітіння: середина січня — середина червня.

## Середовище проживання
Мексика (Нижня Каліфорнія, Чіуауа, Дуранго, Сан-Луїс-Потосі, Сонора); США (Вашингтон, Юта, Техас, Орегон, Нью-Мексико, Аризона, Каліфорнія, Айдахо, Невада). Населяє береги струмків, болота, луки, джерела, прибережні миси, скелясті урвища, піщані дюни, солончаки, мулисті, піщані, гравійні або скелясті субстрати, доломіт; 0–2800 метрів.

## Використання
Рослина збирається з дикої природи для місцевого використання як ліки та джерело матеріалів.